# Sherwood (Dakota del Nord)
Sherwood è un centro abitato (city) degli Stati Uniti d'America, situato nella Contea di Renville, nello Stato del Dakota del Nord. Nel censimento del 2000 la popolazione era di 255 abitanti. La città è stata fondata nel 1904. Appartiene all'area micropolitana di Minot.

## Geografia fisica
Secondo i rilevamenti dell'United States Census Bureau, la località di Sherwood si estende su una superficie di 0,80 km², tutta occupati da terre.

## Popolazione
Secondo il censimento del 2000, a Sherwood vivevano 255 persone, ed erano presenti 65 gruppi familiari. La densità di popolazione era di 308 ab./km². Nel territorio comunale si trovavano 138 unità edificate. Per quanto riguarda la composizione etnica degli abitanti, il 98,04% era bianco, l'1,18% era nativo e lo 0,78% proveniva da due o più razze.
Per quanto riguarda la suddivisione della popolazione in fasce d'età, il 27,5% era al di sotto dei 18, il 4,7% fra i 18 e i 24, il 25,1% fra i 25 e i 44, il 23,1% fra i 45 e i 64, mentre infine il 19,6% era al di sopra dei 65 anni di età. L'età media della popolazione era di 41 anni. Per ogni 100 donne residenti vivevano 96,2 maschi.